# Tensione evolutiva
Tensione evolutiva è un singolo del cantautore italiano Jovanotti, pubblicato il 9 novembre 2012 come primo estratto dalla raccolta Backup - Lorenzo 1987-2012.
La canzone è stata scritta da Jovanotti in collaborazione con Michele Canova Iorfida, anche produttore del brano, e Riccardo Onori. L'uscita del singolo è stata inoltre accompagnata da un videoclip diretto dal regista Gabriele Muccino.

## Il brano
La canzone è stata scritta nell'aprile 2012 e registrata nell'estate dello stesso anno.
Secondo quanto dichiarato dallo stesso Jovanotti attraverso il suo profilo Facebook, il brano è nato nell'arco di una sola notte, «ma come tutti i pezzi nati in una notte anche questo ha dentro tutte le albe della mia vita concentrate in 4 minuti».
Da un punto di vista musicale, la canzone unisce elementi di vari generi, che vanno dal dubstep al rock, passando per la musica d'autore e la dance.

## Critica
Secondo Leonardo Filomeno del quotidiano Libero, il brano «è una bomba dance con una melodia intrigante, grandi atmosfere [...] e una forza vitale capace di scavalcare un beat che comunque senti nel cuore». Il giornalista ha inoltre individuato nella canzone alcune analogie con il testo di Safari, singolo pubblicato nel 2008 dallo stesso Jovanotti, e con le sonorità del suo precedente album, Ora. Massimo Poggini della Gazzetta dello Sport ha invece sottolineato l'immediatezza della canzone, scrivendo che Tensione evolutiva «è un pezzo che acchiappa fin dal primo ascolto, e dopo averlo sentito un po' di volte non te lo togli più dalla testa».
Leandro Barsotti ha scritto che Tensione evolutiva «è qualcosa di diverso che una semplice canzone. È uno stato d'animo» che racconta rabbia, restando però sul filo della speranza.
Il critico ha inoltre lodato il continuo cambiamento musicale del cantautore, confermato dal brano stesso, il cui testo però «non aggiunge molto alla filosofia di Lorenzo, già ampiamente documentata». Analogamente, Paola Gallo, nel recensire il singolo per l'emittente radiofonica Radio Italia, ha affermato che Tensione evolutiva è la sintesi della voglia di sperimentazione musicale del cantautore, definendolo «un brano chiave che fissa bene negli occhi 25 anni di musica fatta di mille leggerezze e altrettanta serietà».

## Videoclip
Il videoclip del brano è stato diretto dal regista italiano Gabriele Muccino. Girato nel quartiere newyorkese di Brooklyn durante il mese di ottobre del 2012, il video ha richiesto circa 14 ore di riprese, dalle quali sono state poi estrapolate le scene che compaiono nella versione finale, pubblicata il 12 novembre 2012.
Il video ha un'ambientazione onirica e surreale, che vede Jovanotti interpretare due personaggi molto diversi tra loro che si incontrano grazie all'uso degli effetti speciali. I due personaggi sono uno l'alter ego dell'altro, e le relative personalità vengono messe in mostra anche attraverso l'uso di due abbigliamenti diversi, uno in completo inglese, l'altro con un abito stravagante e molto colorato.

## Musicisti e staff tecnico
Musicisti
- Jovanotti - voce
- Michele Canova Iorfida - tastiera, synth, programmazione
- Saturnino - basso
- Riccardo Onori - chitarra elettrica
- Franco Santarnecchi - tastiera
- Marco Tamburini – tromba

Produzione
- Michele Canova Iorfida – produzione, ingegnere del suono, missaggio
- Pinaxa – missaggio
- Leo Fresco – ingegnere del suono

Immagini di copertina
- Maurizio Cattelan
- Pierpaolo Ferrari

## Classifiche
| Classifica (2012) | Posizione massima |
| ----------------- | ----------------- |
| Italia            | 6                 |

### Classifiche di fine anno
| Classifica (2013) | Posizione |
| ----------------- | --------- |
| Italia            | 91        |